# Nabbi
Nabbi ist ein Zwerg der nordischen Mythologie, der zusammen mit dem Zwerg Dain den goldenen Eber Hildisvini der Göttin Freyja schuf.

## Theorien
Viktor Rydberg setzt in seiner Teutonic Mythology Nabbi mit den Zwergen Dvalin und Sindri gleich.